# کو آپ سیتی (برونکس)
کو آپ سیتی (به انگلیسی: Co-op City) یک منطقهٔ مسکونی در ایالات متحده آمریکا است که در برانکس واقع شده‌است. این محله یک منطقه مسکونی تعاونی در بخش شمال شرقی ناحیه برانکس است که از جنوب غربی، غرب و شمال به شاهراه ایالتی ۹۵ و از شرق و جنوب شرقی به رودخانه هاچینسون پارک وی محدود می‌شود و تا حدی در محله‌های بایچستر و ایستچستر قرار دارد. با ۴۳٬۷۵۲ نفر ساکن بر اساس سرشماری ایالات متحده در سال ۲۰۱۰، بزرگ‌ترین تعاونی مسکن در جهان است. این محله در منطقه ۱۲ شورای شهر نیویورک می‌باشد.